# Palazzina Liberty (Milano)
La Palazzina Liberty è un edificio storico in stile liberty di Milano situato all'interno del Parco Vittorio Formentano in largo Marinai d'Italia.

## Storia
Progettata nel 1908 dall'architetto Alberto Migliorini, faceva originariamente parte del Verziere, l'antico mercato ortofrutticolo esistito dal 1911 al 1965. È l'unica struttura ancora oggi rimasta dell'antico complesso. È caratterizzata dalle ampie vetrate, da una facciata in classico stile Art Nouveau e dai motivi decorativi interni delle piastrelle in ceramica.
In origine era sede di un caffè-ristorante all'interno del Verziere, e rappresentava un punto di riunione per le varie contrattazioni tra i mercanti.
Dopo il trasferimento del mercato in un'altra zona di Milano, la Palazzina Liberty ha versato in stato di abbandono per diversi anni. Nel corso degli anni settanta (1974-1980) l'edificio viene concesso in uso al "Collettivo teatrale la Comune" di Dario Fo, che lo adotta come sede teatrale per i propri spettacoli.
Nel 1980 la Palazzina diviene sede della Civica Banda di Milano. Nel 1992 vengono completati i lavori di ristrutturazione e la Palazzina Liberty viene destinata ad iniziative di carattere ricreativo e culturale. Dal 1994 l'Orchestra da Camera Milano Classica vi svolge la propria stagione concertistica; è stata la sede del Festival "Senza Parole", rassegna di film muti accompagnati da colonne sonore dal vivo. Dal 2005 al 2015 è stata anche sede della Casa della Poesia.
Nell'ottobre 2017 la Palazzina è stata intitolata a Dario Fo e Franca Rame.